# Theodor Lemba
Theodor Lemba   (Tallinn, 9 d'octubre de 1876 - Lindenhurst, 16 de maig de 1962) va ser un pianista estonià. És considerat el primer pianista de concerts estonians.

## Vida i Música
Theodor Lemba va néixer en una família de músics. El seu germà fou el pianista i compositor Artur Lemba (1885-1963), la seva germana la mezzo-soprano Ludmilla Hellat-Lemba (1879-1945). Theodor Lemba va completar els seus estudis de piano amb Felix Blumenfeld i Karel van Ark al Conservatori de Sant Petersburg el 1901.
Theodor Lemba va celebrar èxits en aparicions a Europa occidental i a Rússia, especialment juntament amb el violinista txec Jan Kubelík. El 1904 Lemba assistí a classes magistrals amb Theodor Leschetizky a Viena.
De 1905 a 1914 Lemba fou professor a l'escola de música de la Riga Livònia, de la qual fou director i copropietari. De 1915 a 1922 va ser professor al Conservatori de Petrograd, de 1919 amb el títol de professor. Després va tornar a casa seva a Estònia. Allà va ensenyar piano de 1922 a 1944 al Conservatori de Tallinn.
El 1944, Lemba va fugir a Alemanya abans de l'ocupació soviètica d'Estònia. Va emigrar als Estats Units el 1949, on es va establir a Great Falls (Montana).